# 463 로라
463 로라(463 Lola)는 소행성 중의 하나이며, 1900년 10월 31일 독일의 하이델베르크에서 천문학자인 막스 볼프에 의해 발견되었다.